# Wereldkampioenschap voetbal voor clubs 2022
Het negentiende FIFA-wereldkampioenschap voetbal voor clubs (Engels: FIFA Club World Cup) vond plaats van 1 februari tot en met 11 februari 2023 in Marokko, maar zou oorspronkelijk plaatsvinden in december 2022. Door het Wereldkampioenschap voetbal 2022 in Qatar werd deze editie verplaatst. Aan het wereldkampioenschap, dat door de FIFA werd georganiseerd, namen zeven clubs deel; de winnaars van zes continentale bekertoernooien en de landskampioen van het organiserend land. De titelhouder was het Engelse Chelsea, maar zij wisten zich niet te plaatsen voor deze editie. Het Spaanse Real Madrid werd de nieuwe titelhouder, doordat ze in de finale wisten te winnen van Al-Hilal met 5–3.

## Kandidaten
Er waren drie landen die interesse hadden om het wereldkampioenschap voor clubs in 2022 te organiseren
- Marokko
- Qatar
- Verenigde Arabische Emiraten

Op 16 december 2022 maakte de FIFA bekend dat Marokko het toernooi mocht organiseren.

## Stadions
| Tanger             | Rabat                 |
| ------------------ | --------------------- |
| Stade Ibn Batouta  | Stade Moulay Abdallah |
| Capaciteit: 65.000 | Capaciteit: 60.000    |
|                    |                       |

## Deelnemers
| Team             | Confederatie | Kampioenschap                                                           | begint in:   | Aantal deelnames                                                               |
| ---------------- | ------------ | ----------------------------------------------------------------------- | ------------ | ------------------------------------------------------------------------------ |
| Al-Ahly          | CAF          | Finalist CAF Champions League 2022 (gastland *)                         | Play-off     | 8e (vorige: 2005, 2006, 2008, 2012, 2013, 2020, 2021)                          |
| Auckland City    | OFC          | Winnaar OFC Champions League 2022                                       | Play-off     | 10e (vorige: 2006, 2009, 2011, 2012, 2013, 2014, 2015, 2016, 2017, 2020, 2021) |
| Al-Hilal         | AFC          | Genomineerd door de confederatie ** (winnaar AFC Champions League 2021) | Kwartfinale  | 3e (vorige: 2001, 2019, 2021)                                                  |
| Wydad Casablanca | CAF          | Winnaar CAF Champions League 2022 (kampioen Botola Pro 2021/22)         | Kwartfinale  | 2e (vorige: 2017)                                                              |
| Seattle Sounders | CONCACAF     | Winnaar CONCACAF Champions League 2022                                  | Kwartfinale  | 1e                                                                             |
| Flamengo         | CONMEBOL     | Winnaar CONMEBOL Libertadores 2022                                      | Halve finale | 2e (vorige: 2019)                                                              |
| Real Madrid      | UEFA         | Winnaar UEFA Champions League 2021/22                                   | Halve finale | 6e (vorige: 2000, 2001, 2014, 2016, 2017, 2018)                                |

* Nam de plaats in van het gastland, omdat Wydad Casablanca de CAF Champions League 2022 won en kampioen werd van de Botola Pro 2021/22.
** Door planningsproblemen werd de finale van de AFC Champions League 2022 pas in mei 2023 gespeeld, maar deze finale werd oorspronkelijk in oktober 2022 gepland. Hierdoor kon de winnaar niet meedoen, omdat het FIFA-wereldkampioenschap voetbal voor clubs 2022 al was gehouden. Door deze verandering had
de AFC op 23 december 2022 besloten om de regerend kampioen van de AFC Champions League 2021 als deelnemer te sturen.

## Scheidsrechters
De FIFA had zes scheidsrechters, twaalf assistent-scheidsrechters en acht video-assistenten aangesteld voor dit toernooi.
| Continentale bond | Scheidsrechter               | Assistenten                                          | Video-assistent                                          |
| ----------------- | ---------------------------- | ---------------------------------------------------- | -------------------------------------------------------- |
| AFC               | Ma Ning                      | Zhou Fei Zhang Cheng                                 | Fu Ming                                                  |
| CAF               | Mustapha Ghorbal             | Mokrane Gourari Khalil Hassani                       | Redouane Jiyed                                           |
| CONCACAF          | Iván Barton                  | David Morán Kathryn Nesbitt                          | Fernando Guerrero                                        |
| CONMEBOL          | Andrés Matonte               | Nicolás Taran Martín Soppi                           | Nicolás Gallo Juan Soto                                  |
| UEFA              | István Kovács Anthony Taylor | Mihai Artene Vasile Marinescu Gary Beswick Adam Nunn | Massimiliano Irrati Juan Martínez Munuera Jérôme Brisard |

## Speelschema
|  | Play-off                                    | Play-off                                   |                                            |       | Kwartfinale                              | Kwartfinale                              |              |  | Halve finale | Halve finale |  |  | Finale | Finale |
|  |                                             |                                            |                                            |       |                                          |                                          |              |  |              |              |  |  |        |        |
|  | 1 februari - Tanger (Stade Ibn Batouta)     |                                            |                                            |       |                                          |                                          |              |  |              |              |  |  |        |        |
|  |                                             |                                            |                                            |       |                                          |                                          |              |  |              |              |  |  |        |        |
|  | Al-Ahly                                     | 3                                          |                                            |       |                                          |                                          |              |  |              |              |  |  |        |        |
|  | Al-Ahly                                     | 3                                          | 4 februari - Tanger (Stade Ibn Batouta)    |       |                                          |                                          |              |  |              |              |  |  |        |        |
|  | Auckland City                               | 0                                          |                                            |       |                                          |                                          |              |  |              |              |  |  |        |        |
|  | Auckland City                               | 0                                          | Seattle Sounders                           | 0     |                                          |                                          |              |  |              |              |  |  |        |        |
|  |                                             |                                            | Seattle Sounders                           | 0     |                                          |                                          |              |  |              |              |  |  |        |        |
|  |                                             |                                            | Al-Ahly                                    | 1     |                                          |                                          |              |  |              |              |  |  |        |        |
|  |                                             |                                            | Al-Ahly                                    | 1     |                                          |                                          |              |  |              |              |  |  |        |        |
|  |                                             |                                            | 8 februari - Rabat (Stade Moulay Abdallah) |       |                                          |                                          |              |  |              |              |  |  |        |        |
|  |                                             |                                            |                                            |       |                                          |                                          |              |  |              |              |  |  |        |        |
|  | Al-Ahly                                     | 1                                          |                                            |       |                                          |                                          |              |  |              |              |  |  |        |        |
|  | Al-Ahly                                     | 1                                          |                                            |       |                                          |                                          |              |  |              |              |  |  |        |        |
|  |                                             |                                            | Real Madrid                                | 4     |                                          |                                          |              |  |              |              |  |  |        |        |
|  |                                             |                                            | Real Madrid                                | 4     |                                          |                                          |              |  |              |              |  |  |        |        |
|  |                                             |                                            |                                            |       |                                          |                                          |              |  |              |              |  |  |        |        |
|  |                                             |                                            |                                            |       |                                          |                                          |              |  |              |              |  |  |        |        |
|  |                                             |                                            |                                            |       |                                          |                                          |              |  |              |              |  |  |        |        |
|  |                                             |                                            |                                            |       |                                          |                                          |              |  |              |              |  |  |        |        |
|  |                                             |                                            |                                            |       |                                          |                                          |              |  |              |              |  |  |        |        |
|  |                                             |                                            |                                            |       |                                          |                                          |              |  |              |              |  |  |        |        |
|  | 11 februari - Rabat (Stade Moulay Abdallah) |                                            |                                            |       |                                          |                                          |              |  |              |              |  |  |        |        |
|  |                                             |                                            |                                            |       |                                          |                                          |              |  |              |              |  |  |        |        |
|  | Real Madrid                                 | 5                                          |                                            |       |                                          |                                          |              |  |              |              |  |  |        |        |
|  | Real Madrid                                 | 5                                          |                                            |       |                                          |                                          |              |  |              |              |  |  |        |        |
|  |                                             | Al-Hilal                                   | 3                                          |       |                                          |                                          |              |  |              |              |  |  |        |        |
|  |                                             | Al-Hilal                                   | 3                                          |       |                                          |                                          |              |  |              |              |  |  |        |        |
|  |                                             |                                            |                                            |       |                                          |                                          |              |  |              |              |  |  |        |        |
|  |                                             |                                            |                                            |       |                                          |                                          |              |  |              |              |  |  |        |        |
|  |                                             |                                            |                                            |       |                                          |                                          |              |  |              |              |  |  |        |        |
|  |                                             |                                            |                                            |       |                                          |                                          |              |  |              |              |  |  |        |        |
|  |                                             |                                            |                                            |       |                                          |                                          |              |  |              |              |  |  |        |        |
|  |                                             |                                            |                                            |       |                                          |                                          |              |  |              |              |  |  |        |        |
|  | 7 februari - Tanger (Stade Ibn Batouta)     |                                            |                                            |       |                                          |                                          |              |  |              |              |  |  |        |        |
|  |                                             |                                            |                                            |       |                                          |                                          |              |  |              |              |  |  |        |        |
|  | Flamengo                                    | 2                                          |                                            |       |                                          |                                          |              |  |              |              |  |  |        |        |
|  | Flamengo                                    | 2                                          |                                            |       |                                          |                                          |              |  |              |              |  |  |        |        |
|  |                                             |                                            | Al-Hilal                                   | 3     |                                          | Derde plaats                             | Derde plaats |  |              |              |  |  |        |        |
|  |                                             |                                            | Al-Hilal                                   | 3     |                                          | Derde plaats                             | Derde plaats |  |              |              |  |  |        |        |
|  | 4 februari - Rabat (Stade Moulay Abdallah)  | 4 februari - Rabat (Stade Moulay Abdallah) |                                            |       | 11 februari - Tanger (Stade Ibn Batouta) | 11 februari - Tanger (Stade Ibn Batouta) |              |  |              |              |  |  |        |        |
|  | 4 februari - Rabat (Stade Moulay Abdallah)  | 4 februari - Rabat (Stade Moulay Abdallah) |                                            |       | 11 februari - Tanger (Stade Ibn Batouta) | 11 februari - Tanger (Stade Ibn Batouta) |              |  |              |              |  |  |        |        |
|  | Wydad Casablanca                            | 1 (3)                                      | Al-Ahly                                    | 2     |                                          |                                          |              |  |              |              |  |  |        |        |
|  | Wydad Casablanca                            | 1 (3)                                      | Al-Ahly                                    | 2     |                                          |                                          |              |  |              |              |  |  |        |        |
|  |                                             |                                            | Al-Hilal (w.n.v.)                          | 1 (5) |                                          | Flamengo                                 | 4            |  |              |              |  |  |        |        |
|  |                                             |                                            | Al-Hilal (w.n.v.)                          | 1 (5) |                                          | Flamengo                                 | 4            |  |              |              |  |  |        |        |
|  |                                             |                                            |                                            |       |                                          |                                          |              |  |              |              |  |  |        |        |
|  |                                             |                                            |                                            |       |                                          |                                          |              |  |              |              |  |  |        |        |
|  |                                             |                                            |                                            |       |                                          |                                          |              |  |              |              |  |  |        |        |

## Wedstrijden

### Play-off
|                               |                                                        |               |                | |
| 1 februari 2023 20:00 (UTC+1) | Al-Ahly                                                | 3 – 0 (1 – 0) | Auckland City  | Stadion: Stade Ibn Batouta, Tanger Toeschouwers: 47.137 Scheidsrechter: Ma Ning Assistenten: Zhou Fei Assistenten: Zhang Cheng Vierde official: István Kovács Vijfde official: Vasile Marinescu Video-assistenten: Juan Martínez Munuera Video-assistenten: Nicolás Taran (OVAR) Video-assistenten: Fernando Guerrero (SVAR) AVAR: Fu Ming Speler van de wedstrijd: Mohamed Sherif ( Al-Ahly) |
| 1 februari 2023 20:00 (UTC+1) | El Shahat 45+2' Abdel Kader Sherif 56' Tau 86' Kahraba | Verslag       | 90+7' Mitchell | Stadion: Stade Ibn Batouta, Tanger Toeschouwers: 47.137 Scheidsrechter: Ma Ning Assistenten: Zhou Fei Assistenten: Zhang Cheng Vierde official: István Kovács Vijfde official: Vasile Marinescu Video-assistenten: Juan Martínez Munuera Video-assistenten: Nicolás Taran (OVAR) Video-assistenten: Fernando Guerrero (SVAR) AVAR: Fu Ming Speler van de wedstrijd: Mohamed Sherif ( Al-Ahly) |
| 1 februari 2023 20:00 (UTC+1) |                                                        |               |                | Stadion: Stade Ibn Batouta, Tanger Toeschouwers: 47.137 Scheidsrechter: Ma Ning Assistenten: Zhou Fei Assistenten: Zhang Cheng Vierde official: István Kovács Vijfde official: Vasile Marinescu Video-assistenten: Juan Martínez Munuera Video-assistenten: Nicolás Taran (OVAR) Video-assistenten: Fernando Guerrero (SVAR) AVAR: Fu Ming Speler van de wedstrijd: Mohamed Sherif ( Al-Ahly) |
| 1 februari 2023 20:00 (UTC+1) |                                                        |               |                | Stadion: Stade Ibn Batouta, Tanger Toeschouwers: 47.137 Scheidsrechter: Ma Ning Assistenten: Zhou Fei Assistenten: Zhang Cheng Vierde official: István Kovács Vijfde official: Vasile Marinescu Video-assistenten: Juan Martínez Munuera Video-assistenten: Nicolás Taran (OVAR) Video-assistenten: Fernando Guerrero (SVAR) AVAR: Fu Ming Speler van de wedstrijd: Mohamed Sherif ( Al-Ahly) |
|                               |                                                        |               |                | |

### Kwartfinales
|                               |                                        |                                 |                                             | |
| 4 februari 2023 15:30 (UTC+1) | Wydad Casablanca                       | 1 – 1 (n.v.) (0 – 0) 3 – 5 pen. | Al-Hilal                                    | Stadion: Stade Moulay Abdallah, Rabat Toeschouwers: 43.891 Scheidsrechter: Iván Barton Assistenten: David Morán Assistenten: Kathryn Nesbitt Vierde official: Andrés Matonte Vijfde official: Nicolás Taran Video-assistenten: Fernando Guerrero Video-assistenten: Martín Soppi (OVAR) Video-assistenten: Juan Soto (SVAR) AVAR: Nicolás Gallo Speler van de wedstrijd: Gustavo Cuéllar ( Al-Hilal) |
| 4 februari 2023 15:30 (UTC+1) | El Amloud 52' Jabrane 89', 90+1'       | Verslag                         | 90+4' (pen.), 56', 94' Kanno                | Stadion: Stade Moulay Abdallah, Rabat Toeschouwers: 43.891 Scheidsrechter: Iván Barton Assistenten: David Morán Assistenten: Kathryn Nesbitt Vierde official: Andrés Matonte Vijfde official: Nicolás Taran Video-assistenten: Fernando Guerrero Video-assistenten: Martín Soppi (OVAR) Video-assistenten: Juan Soto (SVAR) AVAR: Nicolás Gallo Speler van de wedstrijd: Gustavo Cuéllar ( Al-Hilal) |
| 4 februari 2023 15:30 (UTC+1) | Strafschoppen                          |                                 |                                             | Stadion: Stade Moulay Abdallah, Rabat Toeschouwers: 43.891 Scheidsrechter: Iván Barton Assistenten: David Morán Assistenten: Kathryn Nesbitt Vierde official: Andrés Matonte Vijfde official: Nicolás Taran Video-assistenten: Fernando Guerrero Video-assistenten: Martín Soppi (OVAR) Video-assistenten: Juan Soto (SVAR) AVAR: Nicolás Gallo Speler van de wedstrijd: Gustavo Cuéllar ( Al-Hilal) |
| 4 februari 2023 15:30 (UTC+1) | Attiyat Allah El Amloud Ounajem Daoudi |                                 | Marega Vietto Al-Shehri Al-Hamdan Al-Juwayr | Stadion: Stade Moulay Abdallah, Rabat Toeschouwers: 43.891 Scheidsrechter: Iván Barton Assistenten: David Morán Assistenten: Kathryn Nesbitt Vierde official: Andrés Matonte Vijfde official: Nicolás Taran Video-assistenten: Fernando Guerrero Video-assistenten: Martín Soppi (OVAR) Video-assistenten: Juan Soto (SVAR) AVAR: Nicolás Gallo Speler van de wedstrijd: Gustavo Cuéllar ( Al-Hilal) |
|                               |                                        |                                 |                                             | |

|                               |                  |               |           | |
| 4 februari 2023 18:30 (UTC+1) | Seattle Sounders | 0 – 1 (0 – 0) | Al-Ahly   | Stadion: Stade Ibn Batouta, Tanger Toeschouwers: 30.589 Scheidsrechter: Anthony Taylor Assistenten: Gary Beswick Assistenten: Adam Nunn Vierde official: Ma Ning Vijfde official: Zhou Fei Video-assistenten: Jérôme Brisard Video-assistenten: Mokrane Gourari (OVAR) Video-assistenten: Redouane Jiyed (SVAR) AVAR: Massimiliano Irrati Speler van de wedstrijd: Afsha ( Al-Ahly) |
| 4 februari 2023 18:30 (UTC+1) |                  | Verslag       | 88' Afsha | Stadion: Stade Ibn Batouta, Tanger Toeschouwers: 30.589 Scheidsrechter: Anthony Taylor Assistenten: Gary Beswick Assistenten: Adam Nunn Vierde official: Ma Ning Vijfde official: Zhou Fei Video-assistenten: Jérôme Brisard Video-assistenten: Mokrane Gourari (OVAR) Video-assistenten: Redouane Jiyed (SVAR) AVAR: Massimiliano Irrati Speler van de wedstrijd: Afsha ( Al-Ahly) |
| 4 februari 2023 18:30 (UTC+1) |                  |               |           | Stadion: Stade Ibn Batouta, Tanger Toeschouwers: 30.589 Scheidsrechter: Anthony Taylor Assistenten: Gary Beswick Assistenten: Adam Nunn Vierde official: Ma Ning Vijfde official: Zhou Fei Video-assistenten: Jérôme Brisard Video-assistenten: Mokrane Gourari (OVAR) Video-assistenten: Redouane Jiyed (SVAR) AVAR: Massimiliano Irrati Speler van de wedstrijd: Afsha ( Al-Ahly) |
| 4 februari 2023 18:30 (UTC+1) |                  |               |           | Stadion: Stade Ibn Batouta, Tanger Toeschouwers: 30.589 Scheidsrechter: Anthony Taylor Assistenten: Gary Beswick Assistenten: Adam Nunn Vierde official: Ma Ning Vijfde official: Zhou Fei Video-assistenten: Jérôme Brisard Video-assistenten: Mokrane Gourari (OVAR) Video-assistenten: Redouane Jiyed (SVAR) AVAR: Massimiliano Irrati Speler van de wedstrijd: Afsha ( Al-Ahly) |
|                               |                  |               |           | |

### Halve finales
|                               |                                                |               |                                                                |                                                         |
| 7 februari 2023 20:00 (UTC+1) | Flamengo                                       | 2 – 3 (1 – 2) | Al-Hilal                                                       | Stadion: Stade Ibn Batouta, Tanger Toeschouwers: 42.496 |
| 7 februari 2023 20:00 (UTC+1) | Pedro 20', 90+1' Matheuzinho Gerson 15', 45+8' | Verslag       | 4' (pen.), 45+9' (pen.) S. Al-Dawsari 70' Vietto S. Al-Dawsari | Stadion: Stade Ibn Batouta, Tanger Toeschouwers: 42.496 |
| 7 februari 2023 20:00 (UTC+1) |                                                |               |                                                                | Stadion: Stade Ibn Batouta, Tanger Toeschouwers: 42.496 |
| 7 februari 2023 20:00 (UTC+1) |                                                |               |                                                                | Stadion: Stade Ibn Batouta, Tanger Toeschouwers: 42.496 |
|                               |                                                |               |                                                                |                                                         |

|                               |                    |               |                                                                                     | |
| 8 februari 2023 20:00 (UTC+1) | Al-Ahly            | 1 – 4 (0 – 1) | Real Madrid                                                                         | Stadion: Stade Moulay Abdallah, Rabat Toeschouwers: 43.508 Speler van de wedstrijd: Vinícius Jr ( Real Madrid) |
| 8 februari 2023 20:00 (UTC+1) | Maâloul 65' (pen.) | Verslag       | 42' Vinícius Jr 46' Valverde 87' (pen.) Modrić 90+2' Rodrygo Ceballos 90+8' Arribas | Stadion: Stade Moulay Abdallah, Rabat Toeschouwers: 43.508 Speler van de wedstrijd: Vinícius Jr ( Real Madrid) |
| 8 februari 2023 20:00 (UTC+1) |                    |               |                                                                                     | Stadion: Stade Moulay Abdallah, Rabat Toeschouwers: 43.508 Speler van de wedstrijd: Vinícius Jr ( Real Madrid) |
| 8 februari 2023 20:00 (UTC+1) |                    |               |                                                                                     | Stadion: Stade Moulay Abdallah, Rabat Toeschouwers: 43.508 Speler van de wedstrijd: Vinícius Jr ( Real Madrid) |
|                               |                    |               |                                                                                     | |

### Wedstrijd voor derde plaats
| |         |               |          | |
| 11 februari 2023 16:30 (UTC+1) | Al-Ahly | 2 – 4 (1 – 1) | Flamengo | Stadion: Stade Ibn Batouta *, Tanger * Toeschouwers: 30.216 Scheidsrechter: Mustapha Ghorbal Assistenten: Mokrane Gourari Assistenten: Khalil Hassani Vierde official: Andrés Matonte Vijfde official: Martín Soppi Video-assistenten: Juan Soto Video-assistenten: Nicolás Taran (OVAR) Video-assistenten: Juan Martínez Munuera (SVAR) AVAR: Nicolás Gallo |
| 11 februari 2023 16:30 (UTC+1) | Verslag |               |          | Stadion: Stade Ibn Batouta *, Tanger * Toeschouwers: 30.216 Scheidsrechter: Mustapha Ghorbal Assistenten: Mokrane Gourari Assistenten: Khalil Hassani Vierde official: Andrés Matonte Vijfde official: Martín Soppi Video-assistenten: Juan Soto Video-assistenten: Nicolás Taran (OVAR) Video-assistenten: Juan Martínez Munuera (SVAR) AVAR: Nicolás Gallo |
| 11 februari 2023 16:30 (UTC+1) |         |               |          | Stadion: Stade Ibn Batouta *, Tanger * Toeschouwers: 30.216 Scheidsrechter: Mustapha Ghorbal Assistenten: Mokrane Gourari Assistenten: Khalil Hassani Vierde official: Andrés Matonte Vijfde official: Martín Soppi Video-assistenten: Juan Soto Video-assistenten: Nicolás Taran (OVAR) Video-assistenten: Juan Martínez Munuera (SVAR) AVAR: Nicolás Gallo |
| 11 februari 2023 16:30 (UTC+1) |         |               |          | Stadion: Stade Ibn Batouta *, Tanger * Toeschouwers: 30.216 Scheidsrechter: Mustapha Ghorbal Assistenten: Mokrane Gourari Assistenten: Khalil Hassani Vierde official: Andrés Matonte Vijfde official: Martín Soppi Video-assistenten: Juan Soto Video-assistenten: Nicolás Taran (OVAR) Video-assistenten: Juan Martínez Munuera (SVAR) AVAR: Nicolás Gallo |
| Bijz.: * Deze wedstrijd stond eigenlijk gepland om in het Stade Moulay Abdallah in Rabat gespeeld te worden, maar op 9 februari 2023 werd er besloten om het veld te willen sparen voor de finale. Hierdoor werd deze wedstrijd verplaatst naar het Stade Ibn Batouta in Tanger. |         |               |          | |

### Finale
|                                |             |               |          | |
| 11 februari 2023 20:00 (UTC+1) | Real Madrid | 5 – 3 (2 – 1) | Al-Hilal | Stadion: Stade Moulay Abdallah, Rabat Toeschouwers: 44.439 Scheidsrechter: Anthony Taylor Assistenten: Gary Beswick Assistenten: Adam Nunn Vierde official: Ma Ning Vijfde official: Zhou Fei Video-assistenten: Massimiliano Irrati Video-assistenten: Kathryn Nesbitt (OVAR) Video-assistenten: Redouane Jiyed (SVAR) AVAR: Fu Ming Speler van de wedstrijd: Vinícius Jr ( Real Madrid) |
| 11 februari 2023 20:00 (UTC+1) | Verslag     |               |          | Stadion: Stade Moulay Abdallah, Rabat Toeschouwers: 44.439 Scheidsrechter: Anthony Taylor Assistenten: Gary Beswick Assistenten: Adam Nunn Vierde official: Ma Ning Vijfde official: Zhou Fei Video-assistenten: Massimiliano Irrati Video-assistenten: Kathryn Nesbitt (OVAR) Video-assistenten: Redouane Jiyed (SVAR) AVAR: Fu Ming Speler van de wedstrijd: Vinícius Jr ( Real Madrid) |
| 11 februari 2023 20:00 (UTC+1) |             |               |          | Stadion: Stade Moulay Abdallah, Rabat Toeschouwers: 44.439 Scheidsrechter: Anthony Taylor Assistenten: Gary Beswick Assistenten: Adam Nunn Vierde official: Ma Ning Vijfde official: Zhou Fei Video-assistenten: Massimiliano Irrati Video-assistenten: Kathryn Nesbitt (OVAR) Video-assistenten: Redouane Jiyed (SVAR) AVAR: Fu Ming Speler van de wedstrijd: Vinícius Jr ( Real Madrid) |
| 11 februari 2023 20:00 (UTC+1) |             |               |          | Stadion: Stade Moulay Abdallah, Rabat Toeschouwers: 44.439 Scheidsrechter: Anthony Taylor Assistenten: Gary Beswick Assistenten: Adam Nunn Vierde official: Ma Ning Vijfde official: Zhou Fei Video-assistenten: Massimiliano Irrati Video-assistenten: Kathryn Nesbitt (OVAR) Video-assistenten: Redouane Jiyed (SVAR) AVAR: Fu Ming Speler van de wedstrijd: Vinícius Jr ( Real Madrid) |
|                                |             |               |          | |

| Real Madrid | Al-Hilal |

| Winnaar WK voetbal voor clubs 2018            |
| --------------------------------------------- |
| Real Madrid 5e titel (8e keer wereldkampioen) |